# Londuimbale
Londuimbale és un municipi de la província de Huambo. Té una extensió de 2.698 km² i 124.448 habitants segons el cens de 2014. Comprèn les comunes de Londuimbale, Galanga, Alto Uama, Ussoke i Kumbila. Limita al nord amb el municipi de Cassongue, a l'est amb el municipi de Bailundo, al sud amb els municipis d'Ekunha i Ukuma, i a l'oest amb el municipi de Balombo. Al seu territori hi ha el punt més alt del país, el Morro do Moco.